# 마지막 정열
"마지막 정열"은 1965년 공개된 대한민국의 영화이다.

## 배역
- 엄앵란 : 고은미 역
- 최무룡 : 강민도 역
- 신성일 : 배성환 역
- 김지미 : 선주 역
- 황정순
- 서영춘
- 김동원